# Clemens Schwalbe
Clemens Schwalbe (* 31. Dezember 1947 in Lützen, Kreis Weißenfels) ist ein deutscher Politiker (CDU).

## Leben
Nach dem Abschluss an der Mittelschule (10. Klasse) machte Schwalbe eine Berufsausbildung als Chemielaborant. Danach war er Ingenieur für chemische Technologie sowie Diplomingenieur für Verfahrenstechnik. Von 1971 bis 1980 war er Entwicklungsingenieur in der Plastikforschung der Buna-Werke sowie in der Anwendungstechnik im Schuhmaschinenbau Weißenfels. 1980 wurde er dort Leiter der kommunalen Wärmeversorgung sowie der städtischen Heizwerke. 1987 wurde er zum Leiter für Investitionen im Gesundheitswesen des Kreises Weißenfels berufen.
Im Oktober 1986 wurde Schwalbe Mitglied der CDU der DDR, wo er ab Februar 1990 Vorsitzender des Kreisverbandes Weißenfels war. Vom 18. März bis zum 2. Oktober 1990 war er Mitglied der ersten frei gewählten Volkskammer, wo er parlamentarischer Geschäftsführer der CDU/DA-Fraktion war. Vom 3. Oktober 1990 bis 2002 war er danach Mitglied des Deutschen Bundestages, wo er von 1990 bis 1998 parlamentarischer Geschäftsführer der CDU/CSU-Fraktion war. 1990 und 1994 vertrat er den Bundestagswahlkreis Merseburg – Querfurt – Weißenfels als direkt gewählten Abgeordneten, 1998 zog er über die Landesliste ins Parlament ein.